# Trasa (umělecká skupina)
Skupinu Trasa (1954–1970), do roku 1960 vystavující pod názvem Trasa 54, založili studenti ateliéru monumentální malby Emila Filly na VŠUP (Č. Kafka, V. Menčík, Věra Heřmanská, V. Jarcovják, E. Burešová, J. Válová, K. Válová, později ještě D. Matouš a K. Vaca), ke kterým se připojili někteří studenti sochařského ateliéru Josefa Wagnera (Z. Fibichová, V. Preclík, E. Kmentová, O. Zoubek, Z. Šimek).

## Historie skupiny
Skupina se sešla v ateliéru Čestmíra Kafky k první neoficiální společné výstavě v prosinci 1954, ale veřejně vystavovala poprvé až roku 1957. Kurátorem této výstavy byl Arsén Pohribný, pozdější výstavy připravili Eva Petrová a Luděk Novák.
Tematicky se díla autorů pohybovala od neorealismu ke konstruktivním postkubistickým dílům inspirovaným F. Légerem nebo Picassem. V 60. letech řada autorů experimentovala se strukturální abstrakcí a později rozvíjela různé varianty metaforické figurace se silným existenciálním podtextem.
Na výstavě roku 1961 autoři zveřejnili programové zásady, v nichž se přiklánějí realistickému a pravdivému zobrazení představ o budoucnosti a dynamice technické civilizace. Odmítli líbivost a námětový nebo formální eklekticismus a přiklonili se k objektivnímu vyjádření silných a intenzivních subjektivních vjemů a pocitů.
Umělec by měl být jedním z dobyvatelů nových prostorů spolu s vědou a technikou.

Naposled členové skupiny vystavovali společně po okupaci roku 1968 jako Trasa 1969.

## Členové
- Eva Burešová
- Olga Čechová
- Zdena Fibichová
- Věra Heřmanská
- Vladimír Jarcovják
- Čestmír Kafka
- Eva Kmentová
- Dalibor Matouš
- Václav Menčík
- Luděk Novák
- Vladimír Preclík
- Zdeněk Šimek
- Karel Vaca
- Jitka Válová
- Květa Válová
- Olbram Zoubek

### Neveřejné konfrontace
- 1954 ateliér Čestmíra Kafky
- 1957 červen, místo ?

### Výstavy
- 1957 Trasa 54, Galerie mladých, Alšova síň Umělecké besedy, Praha
- 1958 foyer divadla S.K. Neumanna, Praha
- 1959 Trasa 54, Galerie Fronta, Praha
- 1961 Realizace, Galerie Václava Špály, Praha
- 1961	Tvůrčí skupina Trasa, Galerie Československý spisovatel, Praha
- 1964	Trasa, Galerie Václava Špály, Praha
- 1969 Trasa 1969, Výstavná sieň Zväzu slovenských výtvarných umelcov, Bratislava
- 1969 	Trasa 1969, Mánes, Praha

### Retrospektivní výstavy
- 1991 Trasa, Severočeská galerie výtvarného umění v Litoměřicích, Litoměřice
- 2002 Trasa, Zámecká galerie Chagall, Karviná

### Katalogy
- Trasa 54: (Eva Burešová, Věra Heřmanská, Vladimír Jarcovják, Čestmír Kafka, Václav Menčík, Jitka Válová, Květa Válová), 1957, Léger J F H , Pohribný A, kat. 20 s., typo Čechová O, Pražs. tiskárny, n.p.
- Trasa 54, 1959, kat. 10 s., typo Kafka Č, Galerie Fronta, Praha
- Trasa, 1961, Červenka M, Holub M, Novák L , Petrová E , kat. 24 s., SČVU, Praha
- Trasa, 1964, Novák L , Petrová E, kat. 24 s., Galerie Václava Špály, Praha
- Trasa 1969, 1969, Čechová O. a kol., kat. 32 s., tisk Mír n.p., Praha
- Trasa, 1991, Petrová E, kat. 132 s., Severočeská galerie výtvarného umění v Litoměřicích
- Umění zrychleného času, Česká výtvarná scéna 1958-1968, 1999, ed. Alena Potůčková, kat. 147 s., č., ang., ČMVU Praha, ISBN 80-7056-068-1